# Zahirea, Rohatîn
Zahirea (în ucraineană Загір`я) este un sat în comuna Kneahînîci din raionul Rohatîn, regiunea Ivano-Frankivsk, Ucraina.

## Demografie
Componența lingvistică a localității Zahirea
     Ucraineană (99,84%)
     Alte limbi (0,16%)
Conform recensământului din 2001, majoritatea populației localității Zahirea era vorbitoare de ucraineană (99,84%), existând în minoritate și vorbitori de alte limbi.